# Elegični distih
Elegični distih je pesniška oblika, sestavljena iz heksametra in pentametra. Oba verza temeljita na daktilskem ritmu.
Metrična shema: daktilski heksameter + pentameter
-UU -UU -UU -UU -UU -U
-UU -UU - // -UU -UU -

Primer elegičnega distiha (iz Elegije avtorja Publij Ovidij Naso, prevod Josip Jurca:)
»Že se približal je dan, ko sem moral oditi iz Rima,
kakor je vêlel vladar, preko Avzonije mej.«

Oblika je v grški in rimski poeziji uporabljena pogosto in v mnoge namene. Najpogosteje za pisanje elegij in epigramov. Po tej obliki je dobila ime elegija. Pesniki kasnejših obdobij jo imitirajo, pišejo v latinščini ali pa jo skušajo prenesti v svoje nacionalne jezike. 
V angleški književnosti so obliko imitirali in jo uporabljali Philip Sidney, Edmund Spenser, Arthur Hugh Clough, Charles Kingsley, Algernon Charles Swinburne idr., v ruski Anton Delvig, Vilgelm Kiukhelbeker, Puškin, Valerij Brjusov, Vladislav Hodasevič idr., v slovenski med drugim France Prešeren (npr. V spomin Matija Čopa), v nemški Schiller, Goethe, Friedrich Gottlieb Klopstock idr., v srbohrvaški Sinan Gudžević (npr. Rimski epigrami).